# Communauté de communes du canton de Massat
La communauté de communes du canton de Massat est une ancienne communauté de communes française, située dans le département de l'Ariège et la région Occitanie. Créée en 1999, elle a fusionné au 1er janvier 2017 avec les intercommunalités de l'Agglomération de Saint-Girons, du Bas Couserans, du Canton d'Oust, du Castillonais, du Seronnais 117, de Val'Couserans et du Volvestre Ariégeois pour former la Communauté de communes Couserans - Pyrénées.

## Composition
À sa disparition, la communauté de communes regroupait six communes :
| Nom            | Code Insee | Gentilé      | Superficie (km2) | Population (dernière pop. légale) | Densité (hab./km2) |
| -------------- | ---------- | ------------ | ---------------- | --------------------------------- | ------------------ |
| Massat (siège) | 09182      | Massatois    | 44,71            | 681 (2014)                        | 15                 |
| Aleu           | 09005      | Aleudiens    | 13,95            | 122 (2014)                        | 8,7                |
| Biert          | 09057      | Biertois     | 23,51            | 310 (2014)                        | 13                 |
| Boussenac      | 09065      | Boussenacais | 26,00            | 194 (2014)                        | 7,5                |
| Le Port        | 09231      | Portais      | 49,87            | 152 (2014)                        | 3                  |
| Soulan         | 09301      | Soulanais    | 23,76            | 356 (2014)                        | 15                 |

## Sources
- portail des communes de l'Ariège
- le splaf
- la base aspic